# Напівінтервал
Напівінтервал — множина точок прямої, що розташовані між точками А і В, при цьому одна з точок А чи В не належить до напівінтервалу.
Позначається {\displaystyle [A;B)} або {\displaystyle (A;B]} — кругла дужка позначає що відповідний кінець інтервалу не належить йому, а квадратна — що належить. Наприклад інтервал {\displaystyle [A;B)}  точка {\displaystyle A} належить, а точка {\displaystyle B} — не належить.